# Funerale mio
Funerale mio è un singolo del rapper italiano Leon Faun, pubblicato il 15 marzo 2024 dall'etichetta Island, come terzo estratto dal secondo album in studio Leon.

## Tracce
Testi di Leon de la Vallée, musiche di Alessio Marullo, Iacopo Falsetti.
1. Funerale mio – 2:11